# 胡尚英
胡尚英（？—？），號瑤宇，山東臨清州人，明朝政治人物。

## 生平
萬曆四十六年（1618年）戊午科山東鄉試第四十八名，四十七年（1619年）己未科成進士，户部觀政，改翰林院庶吉士，丁憂歸。天啓四年（1624年）補翰林院检讨，五年會試房考。選授詞林，因不拜魏忠賢生祠，天啓七年罷歸为民。崇祯继位，魏黨敗，起補原职，崇祯元年升右赞善，升左谕德，二年升左庶子，掌翰林院印，四年升南京國子監祭酒，六年升詹事府詹事，纂修玉牒，八年拾遺去職。

## 家族
曾祖胡仕志。祖父胡文誠。父胡汝镒。